# Arzubiaga
Arzubiaga en basque est une commune ou contrée de la municipalité d'Arratzua-Ubarrundia dans la province d'Alava dans la Communauté autonome basque.

## Référence
1. ↑  Officiellement « Arzubiaga » Euskal Herriko leku 2012-07-25 (Site d'Euskaltzaindia ou Académie de la langue basque)